# Эшбах (Наштеттен)
Эшбах (нем. Eschbach) — община в Германии, в земле Рейнланд-Пфальц.
Входит в состав района Рейн-Лан. Подчиняется управлению Настеттен. Население составляет 161 человек (на 31 декабря 2010 года). Занимает площадь 2,58 км².